# Coherence
Coherence (bra: Coherence) é um filme de ficção científica americano dirigido por James Ward Byrkit sendo este sua primeira produção como diretor. O longa teve sua estreia mundial no dia 19 de setembro de 2013 durante o evento Austin Fantastic Fest e estrelou Emily Baldoni interpretando uma mulher que deve lidar com acontecimentos estranhos após o avistamento de um cometa.

## Enredo
Enquanto dirigia até um jantar na residência do casal Mike e Lee, Em fala com seu namorado, Kevin, em seu celular. Porém durante a conversa, seu celular para de funcionar e a tela fica rachada. Quando ela chega em casa encontra Mike, Lee e outra amiga, Beth, e mostra-lhes o celular rachado, também mencionando que ela soube que isso poderia acontecer como efeito colateral de um cometa que passaria próximo da Terra naquela noite, como também havia sido relatado em algumas notícias. Após algum tempo, o resto dos convidados chegam: Kevin, Hugh (marido de Beth), e os recém-casados Amir e Laurie (ex de Kevin). Sentados à mesa de jantar todos discutem sobre a passagem do cometa e seus supostos efeitos. O celular de Hugh acaba quebrando com uma rachadura e ele mostra isso aos demais. Ele menciona que seu irmão, que possui um grande interesse em física quântica, disse-lhes que o cometa poderia ter alguns efeitos estranhos sobre o planeta à medida que fizesse sua passagem. Em conta duas histórias sobre fenômenos estranhos registrados após corpos astrais terem se aproximado demasiadamente da Terra - um ocorreu na Finlândia em 1923, quando outro cometa passou, e o outro foi uma gigantesca explosão de meteoro sobre a Rússia em 1908.
Durante o jantar, um blecaute acontece. Eles acendem velas e Mike fornece bastões de luz azuis como fonte de luz. O grupo observa o lado de fora para ver se outras casas também foram afetadas pela queda de energia e notam que existe uma casa que está com as luzes acessas, presumidamente sendo alimentada por um gerador. Hugh e Amir decidem ir à casa perguntar se têm telefone para que Hugh possa entrar em contato com seu irmão. Enquanto eles foram, Mike consegue fazer com que o gerador de sua própria casa volte a funcionar restaurando a energia. Hugh e Amir retornam bastante confusos e angustiados. Hugh tem uma lesão em seu rosto e Amir trouxe de volta uma caixa com fechadura que ele encontrou fora da outra casa pensando ter visto Hugh deixá-la - mas Hugh protesta que ele não fez isso. Quando os outros exigem uma explicação de Hugh sobre o que aconteceu, ele diz-lhes que quando olhou na janela da outra casa, viu uma sala de jantar idêntica a da casa em que se encontravam. Os outros acabam não acreditando nele e, por curiosidade, abrem a caixa que Amir trouxe e encontram uma raquete de tênis de mesa e fotos de cada um deles com números escritos no verso. Em diz para Kevin que reconhece a caligrafia dos números nas fotos como sendo a dela, e Amir diz ao grupo que aquelas fotos foram feitas naquela mesma noite, visto que na sua própria foto, ele está usando um suéter comprado no dia em questão.
Depois de bastante discussão sobre o que fazer, Mike, Laurie, Em e Kevin decidem ir para a outra casa. Quando Mike vê a casa, ele percebe que se parece exatamente com a casa dele e resolve olhar pela janela. Quando ouvem alguém se aproximar, eles voltam para sua casa. Na rua eles encontram um grupo de pessoas que parecem exatamente com eles, com exceção de que estavam segurando bastões de luz vermelhas em oposição ao azul. Depois de alguns segundos, ambos os grupos entram em pânico e voltam para as suas respectivas casas.
De volta a residência, o grupo tenta freneticamente descobrir o que está acontecendo e Beth se lembra de que há um livro de física quântica no carro de Hugh que seu irmão emprestou para ele. Hugh recupera o livro e lê para os outros sobre a teoria da coerência da física quântica. O grupo presume, a partir dessas informações, que o cometa abriu uma porta para várias realidades paralelas e que todas elas eventualmente vão desmoronar de volta a uma única realidade após o término da passagem do cometa. Depois de mais discussões eles percebem que devido a variâncias entre as casas, é possível que as outras versões deles não se lembraram do livro e eles devem roubá-lo, a fim de impedir que as outras versões deles mesmos descobrissem as decoerências na realidade. Enquanto isso, Mike, decide que seu melhor plano de ação é chantagear seu outro eu para que o outro grupo não leia o livro. Ele diz isso para Kevin, que o aconselha a não fazer isso, mesmo assim ele escreve uma nota ameaçadora e sai de casa enquanto seus amigos estão ocupados.
Enquanto Kevin se foi, a conversa continua; As discrepâncias nos detalhes das coisas que aconteceram durante a noite são realçadas. Deslocando-se secretamente dos outros membros do grupo, Amir e Hugh - que são vistos como tendo bastões de luz vermelhos - deixam a casa novamente com a caixa com fechadura e o livro. Kevin e Laurie se beijam. Depois de um tempo, um ruído é ouvido do lado de fora da casa e o grupo resolve investigar, eles encontram uma janela de carro quebrada. Dentro do seu carro, Em recupera um anel de brechó que ela recebeu de Kevin, e os dois se lembram do momento; Porém ao falar, eles começam a perceber que são de grupos opostos e recuam um do outro com medo. Em retorna para casa e mostra o anel para Kevin; mas ele não mostra nenhum sinal de reconhecimento de que eles tinham acabado de falar sobre isso lá fora, provando a Em que aquele não era o mesmo Kevin que acabara de encontrar no carro.
O Amir original e Hugh retornam com bastões de luz vermelhos e azuis, dizendo que adquiriram os vermelhos na outra casa. O grupo decide criar um meio para se identificar e a casa em que eles estão como pertencendo a eles e sua própria realidade. Eles decidem encontrar uma caixa e colocar nela uma foto de cada um deles com um número aleatório gerado por um dado escrito na parte de trás, juntamente com um objeto-chave. Em agrupa as fotos e grava os números aleatórios atribuídos para cada pessoa do grupo em uma lista em um bloco de notas. A caixa é então fechada e deixada fora da casa para que eles usem como marcador.
Em compara os números que ela lembra da caixa original roubada com os números que o grupo acabara de rolar nos dados para sua própria caixa, e enquanto ela está fazendo isso, percebe que Hugh está calculando a probabilidade de ambas as casas rolarem os mesmos números em seu celular; No entanto, no início da noite o celular de Hugh tinha sido quebrado da mesma maneira que o de Em, levando ela a descobrir que este não era o Hugh original. Ela casualmente pergunta aos membros do grupo quais eram os números que estavam em suas fotos anteriores. Como resultado de suas respostas, ela percebe que vários dos membros dos grupo não estão em sua casa original, incluindo ela mesma.
Em chega a conclusão de que apenas aqueles que nunca saíram da casa são os membros originais do grupo pertencentes a essa realidade, e que ninguém que saiu havia retornado à sua casa original, como eles supostamente tinham feito. Ela teoriza que a "zona escura" (o que o grupo observa como sendo um trecho excepcionalmente escuro da rua no lado de fora) deve atuar como um ponto de acesso múltiplo a muitas realidades alternativas e quem quer que passe por ali acaba saindo em uma dessas realidades ao acaso. Isso significa que qualquer pessoa que tenha atravessado a zona escura pode não ser capaz de retornar à mesma realidade que acabou de sair. Tal teoria é aparentemente apoiada pela amnésia dos grupos sobre eventos ou ações que eles decidiram tomar ou que já aconteceram durante a noite. O grupo também percebe que os itens marcadores que estavam nas caixas de sua casas são diferentes: ao invés de ser, por exemplo, uma raquete de tênis de mesa da casa dos bastões de luz vermelhos, alguns membros dizem que seu item marcador era um grampeador ou uma luva térmica.
O grupo então acaba sendo perturbado pela chegada da nota de Mike para si mesmo. Hugh lê a nota e descobre que se refere a uma infidelidade entre a sua esposa Beth e Mike. Ele ataca Mike e eles percebem que Hugh não é um deles. Um Mike entra correndo na casa e espanca Mike até a morte e foge. Na comoção que se segue, Em, não querendo ficar presa naquela realidade, deixa secretamente a casa e atravessa a zona escura para visitar várias casas onde ela observa como seus outros eu estão lidando com a situação. Os grupos vistos por ela são muitas vezes caóticos e conflituosos.
Em uma realidade onde o grupo está sentado e conversando juntos e felizes sem quaisquer ideia da situação, Em resolve entrar em ação. Ela atrai seu outro eu para fora, quebrando o para-brisas do carro de Hugh, fazendo com que o grupo saísse da casa para investigar o ruído e, posteriormente, verificar seus próprios carros. Enquanto a Em desta realidade está verificando seu carro (e também recuperando o anel de brechó no porta-luvas do carro) a Em original ataca ela mesma, drogando-a e escondendo seu corpo no porta-malas do seu carro. Então ela retorna à casa tomando o lugar da outra Em. Com este grupo ela vai para fora para assistir o cometa se quebrar enquanto passa pela Terra.
Voltando para casa, Em vê que a Em drogada conseguiu escapar do porta-malas do carro ou, possivelmente, uma terceira Em de outra realidade entrou rastejando até o banheiro, vulnerável e em perigo. Temendo que os outros vissem as duas ao mesmo tempo, Em bate na cabeça da outra Em deixando-a inconsciente e a esconde em uma banheira. Enquanto se acalma e compõe-se antes de sair do banheiro, ela percebe que perdeu seu anel; Ela rouba o anel que a Em inconsciente estava usando para substituí-lo. No entanto, seu anel original ficou no chão banheiro. Então ela retorna para os outros na sala de estar mas, talvez por ter sido superada pelo pânico, acaba desmaiando.
Em acorda na manhã seguinte no sofá da sala de estar. Ela se levanta e vagueia pela casa e encontra tudo em ordem. Ela também encontra Lee e Beth, e ambas estão de bom humor. Ela sai e vê o para-brisas quebrado de Hugh, confirmando que ela acordou na mesma realidade e que não era tudo apenas um sonho. Kevin se aproxima dela, expressando preocupação com ela por causa de seu colapso na noite passada. Enquanto falam, seu telefone toca. Ele percebe que, estranhamente, o identificador de chamadas mostra que a ligação está vindo do próprio celular de Em. Ele atende a ligação, e o filme termina com Kevin e Em trocando olhares desconfiados um para o outro.[carece de fontes?]

## Elenco
- Emily Baldoni como Emily
- Maury Sterling como Kevin
- Nicholas Brendon como Mike
- Lorene Scafaria como Lee
- Hugo Armstrong como Hugh
- Elizabeth Gracen como Beth
- Alex Manugian como Amir
- Lauren Maher como Laurie

## Produção

### Desenvolvimento
Byrkit criou o argumento de Coherence depois de decidir que queria testar a ideia de filmar um filme "sem uma equipe e sem um script". Ele escolheu fazer as filmagens em sua própria casa e desenvolveu o filme de ficção científica por necessidade, como ele queria "fazer uma sala de estar se sentir maior do que apenas uma sala de estar". Enquanto Byrkit tinha uma ideia específica de como o filme se desenrolaria, ele selecionou atores de improvisação e deu-lhes o esboço básico dos seus personagens, motivações e pontos de enredo principais.
Em uma entrevista, Byrkit disse: "Por cerca de um ano, tudo o que fiz foi fazer gráficos e mapas e desenhar diagramas de casas, setas apontando para onde todo mundo estava indo, tentando acompanhar as diferentes iterações. Meses e mais meses de rastreamentos de realidades fraturadas, sempre olhando no que os cientistas atualmente acreditam sobre a natureza da realidade - o gato de Schrödinger e tudo o mais. Foi uma pesquisa, mas apesar de todos os gráficos e mais gráficos, acho que toda a nossa ideia tinha que ser baseada em caráter. Nós queríamos que a lógica de nossas regras internas fossem sólidas, e também queríamos que fosse algo que as pessoas pudessem assistir 12 vezes e ainda descobrirem uma nova camada."

### Filmagens
As filmagens foram feitas ao longo de cinco noites na própria casa de Byrkit. O filme inteiro levou um total de 9 dias para ser rodado.
Quando indagado em uma entrevista se Byrkit teve algum problema inesperado durante as filmagens, Byrkit admitiu: "Você está constantemente lidando com coisas inesperadas. Uma noite nós tentamos filmar lá fora [da casa] e nós tivemos que fazer a coisa toda parecer completamente desolada e a energia desligada, que também foi a noite que tínhamos outro longa sendo filmado na nossa rua. Então, toda a rua está completamente em chamas com luzes e centenas de extras." Outra equipe estava filmando um comercial da Snickers. "Estávamos bem no meio das cenas dramáticas e haveria outra batida na porta que assustaria a todos."

## Inspirações e premissa
Byrkit disse a um entrevistador da Spinnig Platters, "Bem, viemos com a premissa na minha sala de estar, onde o filme foi filmado. Alguns anos atrás, estávamos tentando pensar sobre um bom e baixo orçamento, ou nenhum orçamento, que o filme teria. E como não tínhamos nenhum recurso, eu tive que pensar no que realmente tínhamos. Nós tínhamos uma câmera. Tivemos alguns atores que eram muito bons, e tivemos uma sala de estar. Por isso, tivemos de descobrir como fazer uma sala de estar parecer mais do que apenas uma sala de estar. E, isso levou a uma história do tipo de The Twilight Zone... Eu estava desejando um tipo de diálogo mais naturalista, onde as pessoas se sobrepõe e é muito confuso, onde as pessoas falam mais como humanos reais falam. E assim, planejamos a história por um ano, incluindo as reviravoltas e traições, para que tivéssemos um quebra-cabeça realmente apertado - quase como uma casa divertida que sabíamos que poderíamos levar os atores."
Alguns críticos sugeriram que Byrkit foi influenciado pelo mistério de The Twilight Zone e/ou as complexidades mentais desafiadoras do filme Primer.
Byrkit respondeu em uma entrevista: "Twilight Zone, com certeza. Primer não foi realmente uma influência tão grande mas foi como um sinal para nós de que talvez houvesse uma audiência para este tipo de filme. O próprio filme em si é tão diferente do nosso que não foi tanto influente como, por exemplo, o Carnage de Roman Polanski, ou outros filmes não pertencentes ao gênero de ficção científica."

## Recepção da crítica
Coherence tem sido predominantemente bem recebido pela crítica e atualmente detém uma classificação de 88% no Rotten Tomatoes, com base em 74 avaliações.
Grande parte dos elogios para o filme centrou-se em seu elenco que o Bloody Disgusting e a revista Fangoria citaram como destaque. O blog Film School Rejects fez uma crítica positiva de Coherence, afirmando que o elenco do filme foi "notavelmente aterrado para como complicada e bizarra a história é."
O site Dread Central comentou sobre os temas do filme e escreveu: "O que é assustador sobre a história é o quão dispostos os personagens estão a abandonar a realidade que conhecem em favor de uma que pode ser um pouco mais atraente. Isto é um subproduto do cometa e da fenda que ele cria ou é causada pelos personagens minando todos os outros ao seu redor para obterem a vida que eles realmente querem é a ideia fundamental de Coherence e a que o torna tão inquietante."
Clark Collis do Entertainment Weekly elogiou o filme, concedendo-lhes uma classificação B+: "Em uma impressionante estreia na grande tela de James Ward Byrkit, oito amigos descobrem a metafísica em seu cardápio quando a passagem de um cometa cria um conjunto de doppelgängers no caminho, desfrutando de seus próprios e idênticos soirée. Byrkit aproveita ao máximo o cenário claustrofóbico de uma casa, aumentando o pavor e a paranoia, enquanto seus personagens fazem uma série de decisões aparentemente razoáveis, mas em última instância equivocadas. O elenco sem estrelas é ótimo também, como o veterinário de Buffy the Vampire Slayer, Nicholas Brendon, cutucando diversão em si mesmo, interpretando um ator que costumava estar em uma série de televisão... Coherence é um ótima e gratificante adição ao sempre crescente subgênero 'poucalipse'. E realmente, você tem que amar um filme que não só explica o conceito do gato de Schrödinger, mas como também inclui uma piada a respeito do assunto ("eu sou alérgica!")."

### Prêmios
| Data | Prêmio                   | Categoria                    | Resultado |
| ---- | ------------------------ | ---------------------------- | --------- |
| 2013 | Next Wave                | Melhor Roteiro               | Venceu    |
| 2013 | Maria Award              | Melhor Roteiro               | Venceu    |
| 2013 | Carnet Jove Jury Award   | Melhor Produção              | Venceu    |
| 2014 | Black Tulip Award        | Melhor Filme de Novo Diretor | Venceu    |
| 2014 | Imagine Movie Zone Award | Menção Honrosa               | Venceu    |